# بطولة كاريوكا 1977
بطولة كاريوكا 1977 هو موسم من بطولة كاريوكا. فاز فيه نادي فاسكو دا غاما.